# Domostroj

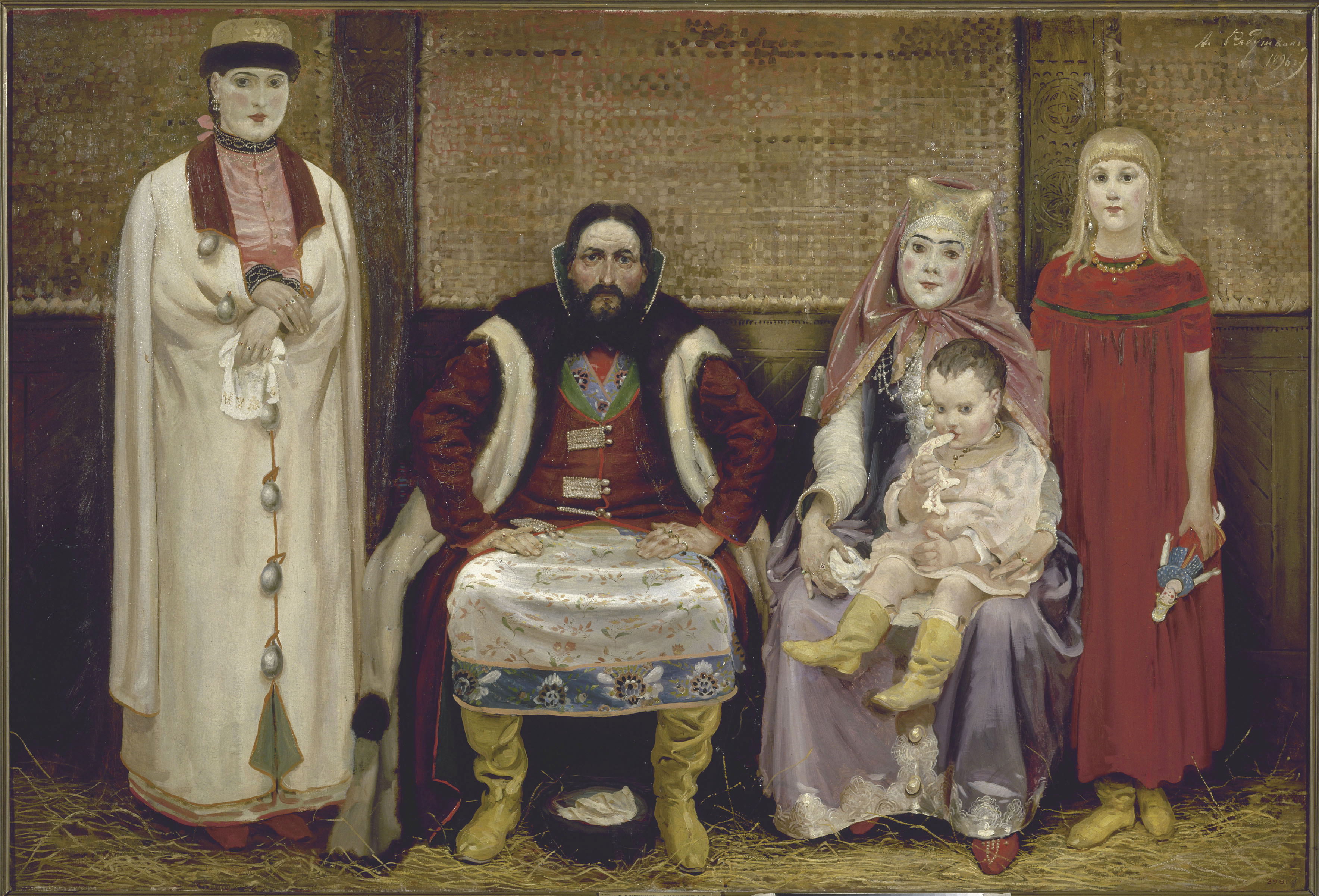
Russische koopmansfamilie ten tijde van de Domonstroj

De Domostroj (Russisch: Домострой) is een 16e-eeuwse, Moscovische verzameling huishoudregels, instructies en advies over allerlei onderwerpen zoals religie, sociale, huiselijke en familiale aangelegenheden.
De auteur van het werk is onbekend, maar de meest verspreide versie werd uitgegeven door aartspriester Sylvester, een invloedrijke raadgever van de jonge Ivan de Verschrikkelijke. Een bijgewerkte uitgave werd verwezenlijkt door Karion Istomin in de late 17e eeuw. De Domostroj geeft ons een waardevol beeld van de Russische maatschappij van die tijd, en van het leven van rijke bojaren en kooplui.
De Domostroj zou haar oorsprong hebben in het 15e-eeuwse Republiek Novgorod, waar het mogelijk gebruikt werd als een morele handleiding voor de rijken. Het werk bevat zelfs citaten uit het Boek Spreuken en andere Bijbelse teksten, en oudere Russische moreelwerken als de Izmaragd en de Zlatoöest.
In het hedendaagse Russisch heeft de term Domostroj een pejoratieve betekenis. De term wordt gebruikt in klassieke teksten als Herzens Mijn verleden en gedachten en Toergenjevs Vaders en zonen om te verwijzen naar een traditionalistische manier van leven, geassocieerd met een patriarchale tirannie. Een tweetal voorbeeldjes: Een goede, ijverige en stille vrouw is een kroon voor haar echtgenoot. Heb geen medelijden met een jongeling, terwijl u hem slaat: hem slaan met een roede zal hem niet doen sterven maar hem gezonder maken.
De versie van Sylvester is ingedeeld in 67 delen, handelend over de volgende onderwerpen:
- Beoefening van de godsdienst
- Verhouding tussen het Russische volk en de tsaar
- Organisatie van de familie
- Beheer van het huishouden
- Culinaire zaken